# 高振霄
高振霄（1876年—1950年），字云麓，别署闲雪，浙江鄞县（今属宁波市）人。清光绪三十年（1904年）甲辰恩科二甲四十七名进士。官至翰林院编修。辛亥革命后，寓居上海，以教学、卖字为生。